# Anton Schaaf (Politiker, 1890)
Anton Schaaf (* 5. Dezember 1890 in Müntz; † nach 1933) war ein deutscher Landwirt und Politiker (Zentrum).

## Leben
Anton Schaaf wurde als Sohn eines Landwirtes geboren. Nach dem Volksschulabschluss in Müntz und dem Besuch des Gymnasiums in Jülich studierte er einige Semester Landwirtschaft und Volkswirtschaft an den Universitäten in Bonn und Berlin. Er nahm als Soldat beim Infanterie-Regiment „von Goeben“ (2. Rheinisches) Nr. 28 am Ersten Weltkrieg teil und wurde infolge einer Gasvergiftung schwer verletzt. Nach seiner Rückkehr übernahm er den ererbten väterlichen Hof in Müntz, den er in der Folgezeit bewirtschaftete. Neben seiner beruflichen Tätigkeit war er Vorstandsmitglied der Vereinigung des Rheinischen Bauernvereins und des Rheinischen Landbundes sowie Mitglied der Rheinischen Landwirtschaftskammer.
Schaaf trat in die Zentrumspartei ein und war Mitglied des Vorstandes der Zentrumspartei im Kreis Jülich. 1932 wurde er in den Preußischen Landtag gewählt, dem er bis 1933 angehörte.